# Giving What We Can
Giving What We Can (GWWC) es una organización sin ánimo de lucro vinculada al altruismo eficaz, fundada en 2009 en la Universidad de Oxford por Toby Ord y William MacAskill. Promueve las donaciones efectivas mediante actividades de divulgación, difunde recomendaciones basadas en la evaluación de evaluadores independientes, mantiene una plataforma para canalizar donaciones hacia organizaciones evaluadas por terceros y gestiona compromisos públicos de donación como el Compromiso del 10%, por el que los firmantes se comprometen a donar al menos el 10 % de sus ingresos.

## Historia

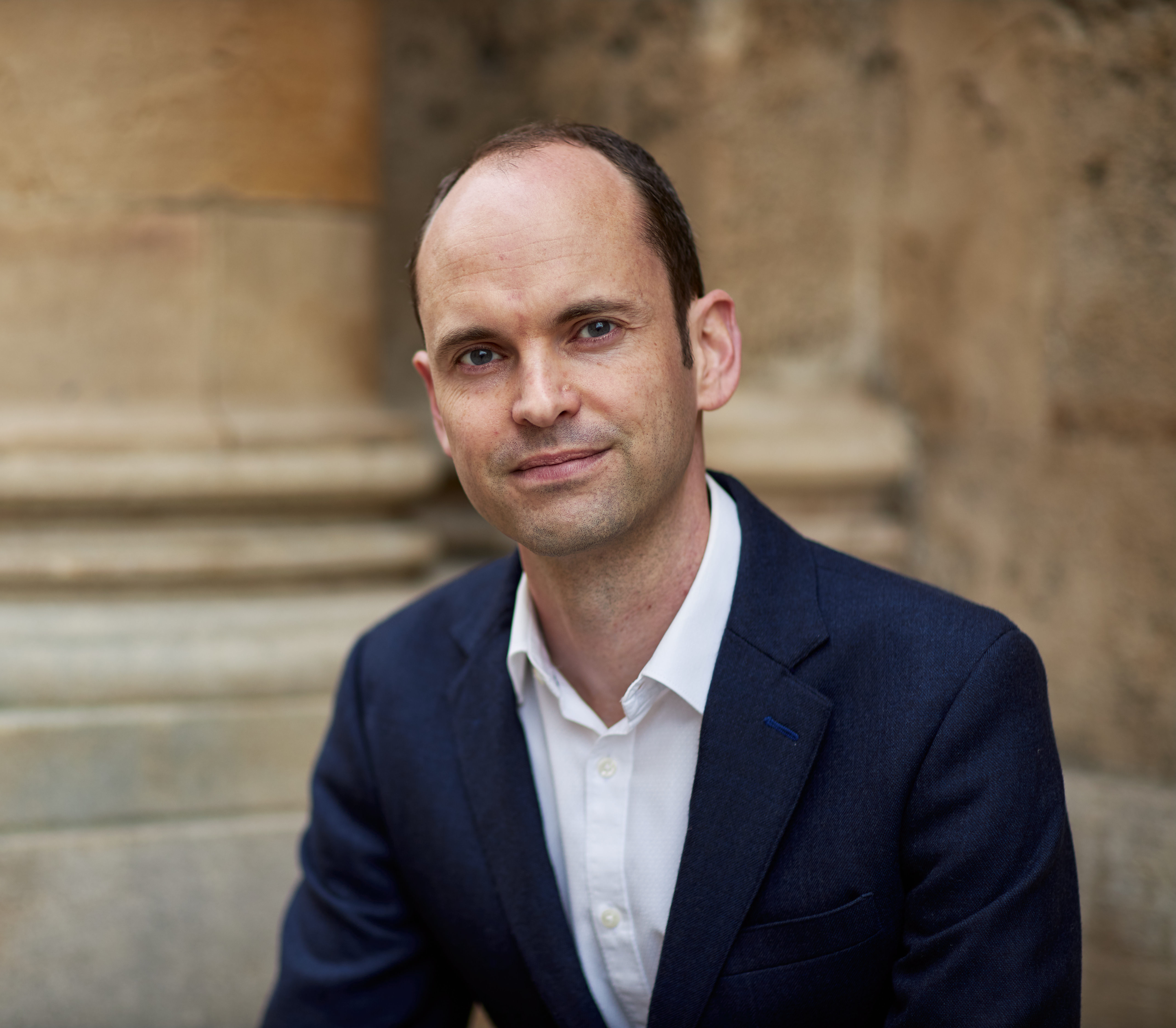
Toby Ord es uno de los fundadores de Giving What We Can.

Giving What We Can se lanzó en 2009 como una sociedad de donación con 23 miembros, fundada por Toby Ord, investigador en ética en Oxford, su esposa Bernadette Young, entonces médica en formación, y el también filósofo William MacAskill con el objetivo de animar a las personas a donar al menos el 10% de sus ingresos a lo largo de su vida laboral para aliviar la pobreza mundial. Esto es similar al diezmo o al azaque, pero Ord afirmó que no había motivación religiosa detrás. Ord citó los escritos de Peter Singer y Thomas Pogge sobre el deber moral de ayudar a los pobres como inspiración para iniciar la organización, y personalmente planeaba donar todo lo que ganara por encima de unos 28.000 dólares al año, el salario mediano neto en el Reino Unido. Su foco estaba en las donaciones a organizaciones que salvaran el mayor número de vidas por cantidad donada.
En 2012 pasó a formar parte del Centre for Effective Altruism como entidad sin ánimo de lucro que sirviera de paraguas. En 2024, Giving What We Can se convirtió en su propia entidad legal y dejó de formar parte del Centre for Effective Altruism o de Effective Ventures Foundation.
Giving What We Can comenzó a publicar informes periódicos sobre qué organizaciones eran más efectivas para abordar la pobreza en el mundo en desarrollo, utilizando investigaciones de GiveWell junto con el concepto del año de vida ajustado por calidad (quality-adjusted life-year), en 2011. A día de hoy, ya no se centra únicamente en la salud global; recomienda organizaciones, basadas en investigación, en varias áreas, como la mitigación de la pobreza mundial, el bienestar animal y el bienestar de las futuras generaciones. (Véase la sección sobre Investigación y recomendaciones para más detalles).

## Compromisos de donación
GWWC promueve compromisos públicos de donación. Su iniciativa central es el Compromiso del 10%, declaración pública en la que los firmantes se comprometen a donar al menos el 10 % de sus ingresos a organizaciones consideradas efectivas; la organización mantiene un registro público de firmantes y materiales de apoyo, y desde 2024 el compromiso también puede firmarse a través de entidades asociadas por país, profesión o causa.
Además, la organización difunde otras modalidades: el Compromiso de Prueba (Trial Pledge), un compromiso temporal de donar al menos el 1 % de los ingresos durante un periodo acotado; el Further Pledge, por el que la persona fija un umbral de renta para vivir y dona todo lo que supere esa cifra; y el Company Pledge, un compromiso corporativo de destinar al menos el 10 % de los beneficios netos a organizaciones efectivas.

## Investigación y recomendaciones
Giving What We Can realiza investigación para determinar qué organizaciones recomienda para donar. En lugar de evaluar organizaciones individuales, su equipo de investigación evalúa el trabajo de evaluadores de impacto como GiveWell, Animal Charity Evaluators y Founders Pledge, y después publica las recomendaciones de los evaluadores que considera más adecuados para ayudar a los donantes a maximizar su impacto. Ofrece recomendaciones en las áreas de salud global, bienestar animal y reducción de riesgos catastróficos globales, y permite a los donantes apoyar estos y otros programas benéficos mediante su plataforma de donaciones.
Los evaluadores de impacto se diferencian de otros por la importancia que conceden a las métricas de impacto y coste-efectividad. Mientras que evaluadores como Charity Navigator usan la fracción de donaciones destinada a programas frente a gastos administrativos como indicador importante, los evaluadores que informan la investigación de Giving What We Can utilizan la rentabilidad social de los programas benéficos.
Esto comienza con la priorización de causas: identificar problemas globales que sean grandes, solucionables y desatendidos. Al centrarse en causas de alto impacto, GWWC pretende dirigir las donaciones hacia áreas donde puedan tener el efecto más sustancial. Esta estrategia reconoce que la variación en la rentabilidad social entre organizaciones a menudo se debe a la naturaleza de las causas que abordan.